# Javorůvky
Přírodní rezervace Javorůvky se nachází na zamokřené svažité louce asi 2,5 km VJV od městečka Valašské Klobouky v okrese Zlín na severozápadním svahu kóty Královec (655 metrů). Oblast spravuje CHKO Bílé Karpaty. Přírodní rezervace byla vyhlášena na ochranu druhově bohaté bělokarpatské louky.

## Flóra
Na území PR se vyskytuje bohatá vegetace zastoupená zejména typickými druhy mezofytních a vlhkých luk, mokřin a pramenišť. Vyskytují se zde chráněné rostliny z čeledi vstavačovitých jako například hlavinka horská (Traunsteinera globosa), vstavač obecný (Orchis morio), vstavač mužský (Orchis mascula), prstnatec májový (Dactylorhiza majalis), kruštík bahenní (Epipactis palustris), prstnatec bezový (Dactylorhiza sambucina), pětiprstka žežulník (Gymnadenia conopsea) a bradáček vejčitý (Listera ovata). Z dalších ohrožených druhů je to lilie zlatohlávek (Lilium martagon), zvonek klubkatý (Campanula glomerata), prvosenka vyšší (Primula elatior).

## Fauna
PR je významným útočištěm hmyzu od motýlů (otakárek fenyklový (Papilio machaon), hnědásek kostkovaný (Melitaea cinxia), modrásek bahenní (Maculinea nausithous)) po mokřadní druhy například vážek. Z obojživelníků zde žije čolek horský (Triturus alpestris) a mlok skvrnitý (Salamandra salamandra).

## Galerie

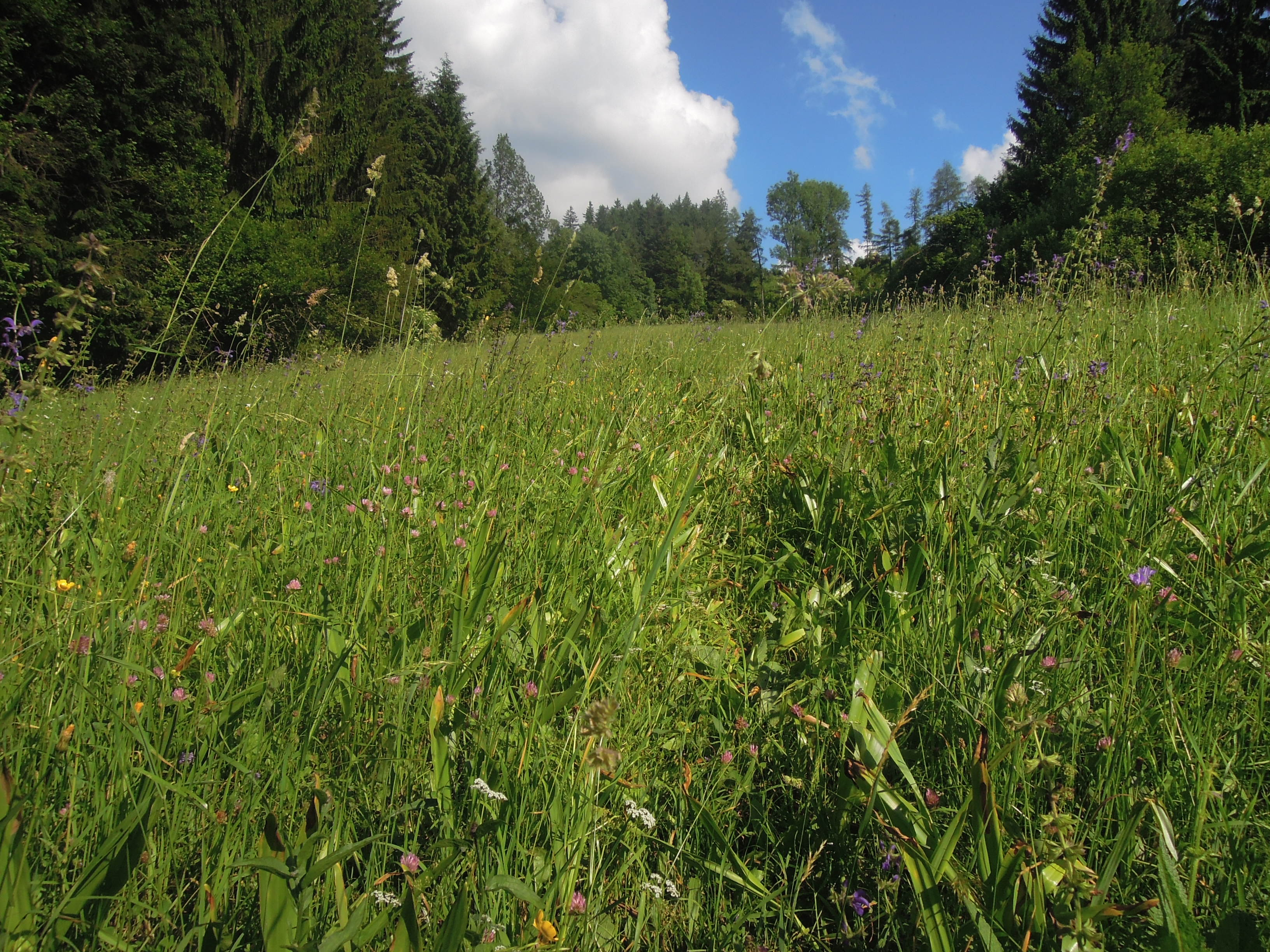
Pohled na kvetoucí louky
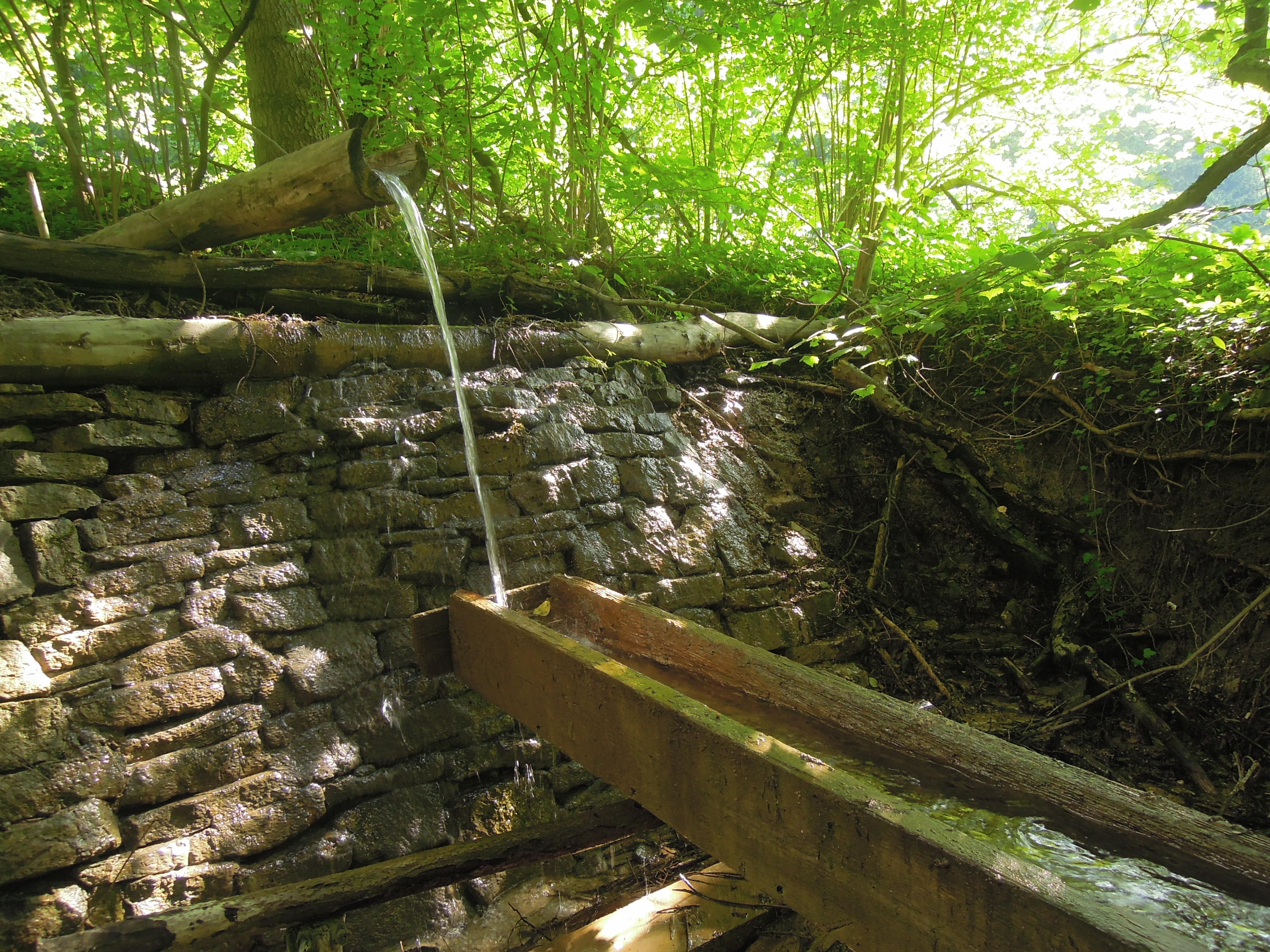
Přírodní rezervací protéká bystřina
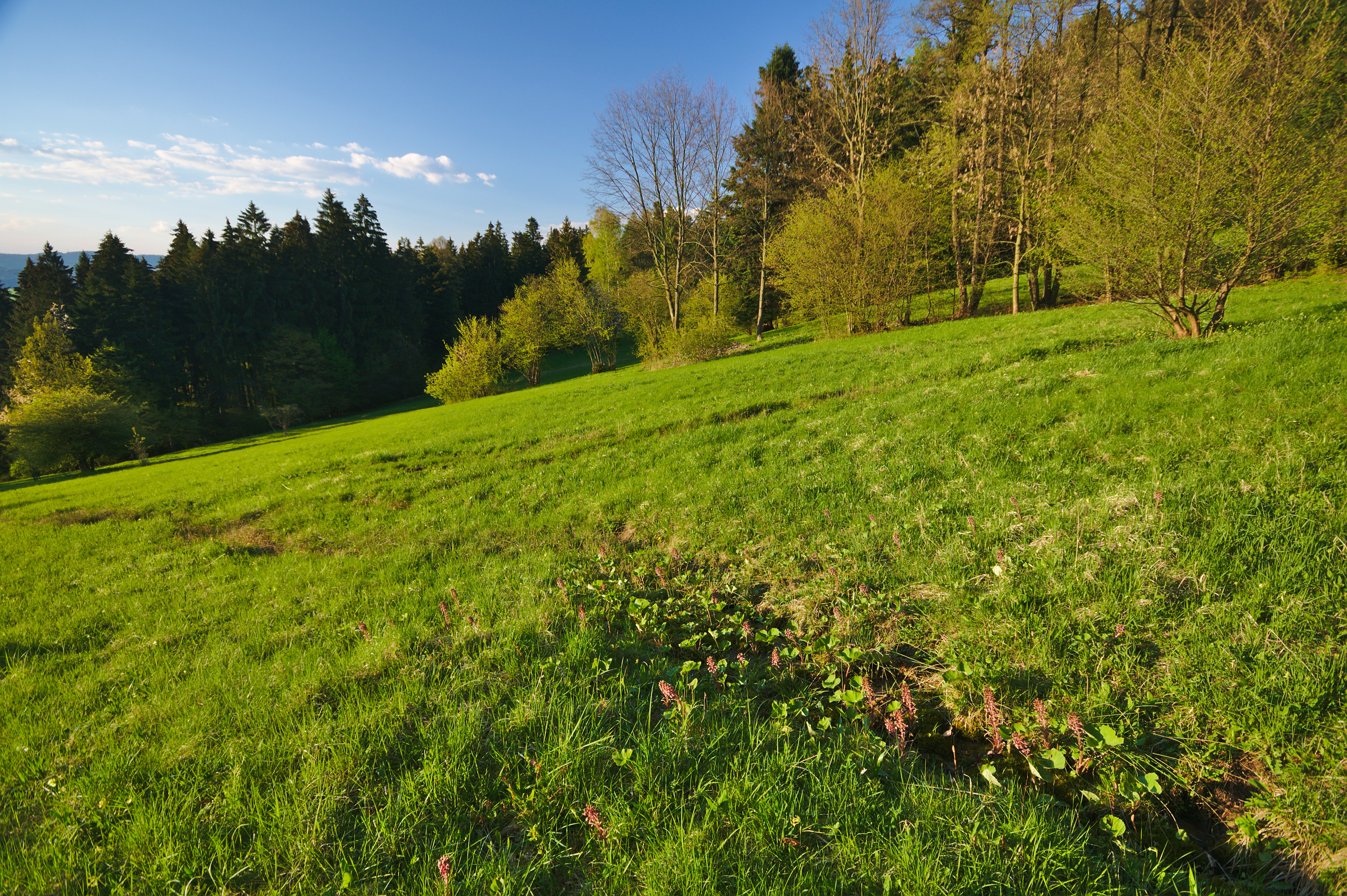
Vodní tok
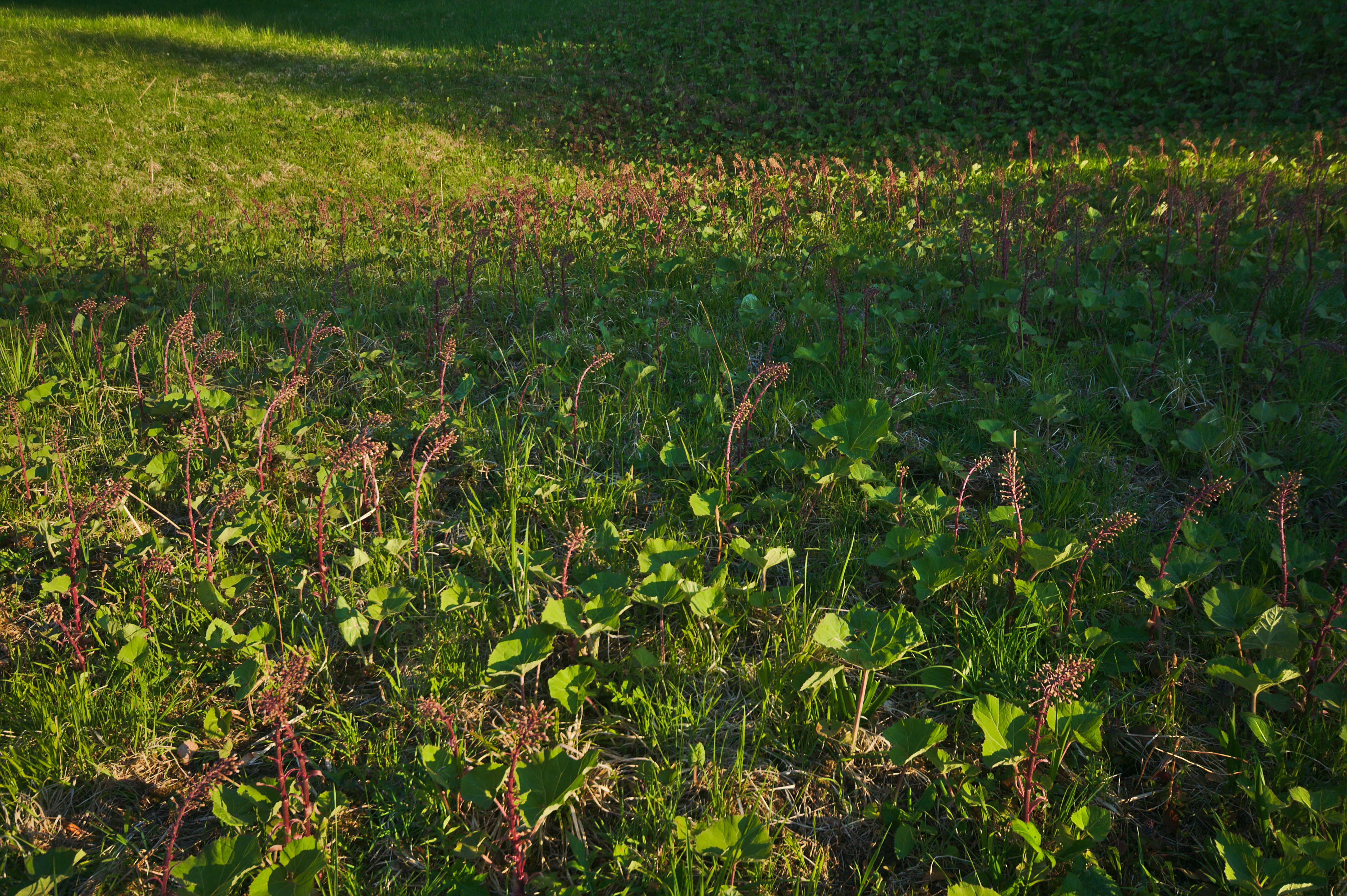
Kvetoucí podmáčená část
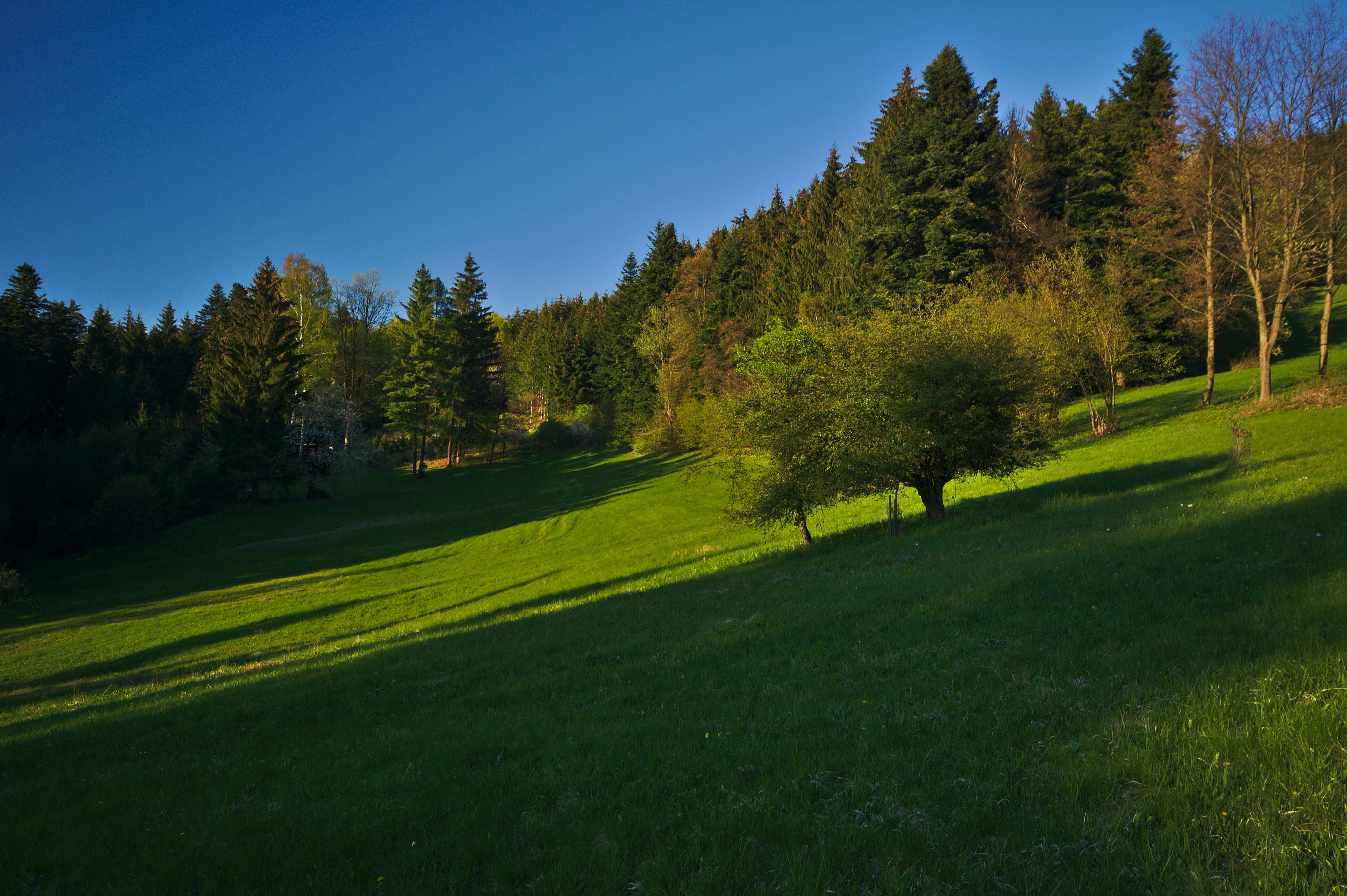
Celkový pohled od jihu